# Сосенков, Александр Андреевич
Александр Андреевич Сосенков (1898—1982) — советский военачальник, генерал-лейтенант-инженер. Начальник Главного автобронетанкового управления Вооружённых Сил СССР (1947—1949), участник Гражданской и Великой Отечественной войн.

## Биография
Родился 11 августа 1898 года в городе Звенигороде Московской губернии.
С 1918 года призван в ряды РККА в качестве красноармейца и политического контролёра. С 1918 года участник Гражданской войны в составе войск 4-й армии, воевал на Восточном фронте. С 1919 по 1923 год воевал в составе штаба Туркестанского фронта в должностях смотрителя технического отделения, с 1920 по 1921 год — начальник второго отделения при Управлении связи, с 1921 по 1923 год — военный комиссар связи и начальник отделения снабжения Туркестанского фронта.
С 1923 по 1924 год — начальник и военный комиссар связи 12-го стрелкового корпуса. С 1924 по 1929 год — начальник и военный комиссар артиллерийского окружного склада № 84. С 1929 по 1930 год — начальник производственного отдела и старший инспектор Военно-технического управления РККА. С 1930 по 1934 год обучался в Военной академии механизации и моторизации РККА имени И. В. Сталина. С 1934 по 1935 год служил в Управлении механизации и моторизации РККА в качестве районного инженера. С 1935 по 1938 год служил в Автобронетанковом управлении РККА в качестве районного инженера. В 1938 году Приказом НКО СССР было присвоено воинское звание военинженер 1-го ранга. С 1938 по 1940 год — районный инженер Киевского военного округа. С 1941 по 1941 год — начальник автобронетанковой базы № 7 АБТУ РККА.
С 1941 по 1942 год — начальник Автобронетанкового управления по снабжению, эксплуатации и ремонту боевых и вспомогательных машин Юго-Западного фронта. В 1942 году Приказом НКО СССР присвоено воинское звание бригадный инженер. С 1942 по 1943 год — начальник управления ремонта и эксплуатации танков, с 1943 по 1944 год — начальник управления ремонта танков Главного бронетанкового управления РККА. С 1944 по 1946 год — начальник Главного управления ремонта танков РККА.
С 1946 по 1947 год — заместитель начальника управления по ремонту и снабжению Главного бронетанкового управления Вооружённых Сил СССР.
С 1947 по 1949 год — начальник Главного автобронетанкового управления Вооружённых Сил СССР, под руководством и при участии А. А. Сосенкова велась разработка первого послевоенного поколения различной военной автомобильной техники. С 1949 по 1952 год — генерал-инспектор инспекции автотракторной службы Главной инспекции Вооруженных Сил СССР.
С 1952 года в запасе.
Скончался 5 июня 1982 года в Москве, похоронен на Кунцевском кладбище.

## Высшие воинские звания
- Генерал-майор инженерно-танковой службы (21.07.1942)
- Генерал-лейтенант инженерно-танковой службы (2.08.1944)
- Генерал-лейтенант инженерно-технической службы (20.06.1951)
- Генерал-лейтенант-инженер (18.11.1971)[5]

## Награды
- два ордена Ленина (24.01.1944, 21.02.1945)
- четыре ордена Красного Знамени (09.11.1941, 10.01.1944, 03.11.1944, 20.06.1949)
- Орден Красной Звезды (10.11.1942)
- Медаль «За оборону Сталинграда»
- Медаль «За победу над Германией в Великой Отечественной войне 1941—1945 гг.» (09.08.1945)[6]